# Mirrors (canción de Justin Timberlake)
«Mirrors» —en idioma español: «Espejos»— es una canción del cantante estadounidense Justin Timberlake,  publicada como segundo sencillo de su tercer álbum de estudio, The 20/20 Experience. El 10 de febrero de 2013, Timberlake anunció una «sorpresa especial» a través de Twitter después de su actuación en los premios Grammy. «Mirrors» estuvo disponible para adquirirla como canción individual y también como descarga digital de obsequio para aquellos clientes que ordenaron el álbum en la preventa. En Alemania, el sencillo salió a la venta el 1 de marzo de 2013 en disco compacto. En 2014, la canción fue nominada al Premio Grammy en la categoría mejor interpretación vocal pop solista. El sencillo alcanzó el número 2 en la lista Billboard Hot 100 de Estados Unidos, y número 1 en UK Singles Chart del Reino Unido. "Mirrors" ganó por video del año en los MTV Video Music Awards de 2013,

## Recepción crítica
Rolling Stone consideró «Mirrors» en el número 7 en su lista de las mejores canciones del 2013, y los críticos de Billboard lo posicionaron en el número 10 de las 20 mejores canciones del año.

## Video musical
El videoclip de «Mirrors» fue dirigido por Floria Sigismondi y fue estrenado mundialmente el 19 de marzo de 2013, mismo día en que salió a la venta The 20/20 Experience. El video está dedicado a los abuelos de Timberlake, William y Sadie, y tiene una duración de 8:20 minutos. Narra la historia de una anciana pareja que refleja los altibajos de su relación alegorizada en una «casa de la risa». Timberlake hace su aparición al final del video bailando en una habitación de espejos. El amor de su vida está presente, pero siempre al otro lado del espejo, por lo que puede verla, mas no tocarla. El 17 de julio de 2013, este video recibió cuatro nominaciones a los premios MTV Video Music Awards, ganando en las categorías video del año y mejor montaje.
El 14 de abril del 2018, el video en YouTube llegó a 500 millones de visitas. 
El 13 de febrero del 2022, el video en YouTube llegó al billón de visitas.

## Rendimiento comercial
Solo durante la primera mitad de 2013, vendió 2 243 000 descargas en los Estados Unidos, donde se convirtió en el duodécimo tema más vendido durante dicho periodo. En el país pasó siete semanas en la cima de la lista Radio Songs. En el Reino Unido, lideró la lista de éxitos durante tres semanas consecutivas, luego de convertirse en el segundo sencillo número uno solista de Timberlake, después de «SexyBack» (2006). Durante el primer trimestre del año, vendió 427 000 copias en el Reino Unido, donde se transformó en el tercer sencillo más vendido durante dicho periodo. Por otro lado, en Alemania alcanzó el segundo lugar de la lista de éxitos. Hasta el 2014, "Mirrors" ha vendido 3 millones de descargas en los Estados Unidos.

## Posicionamiento en listas y certificaciones
| Lista (2013)                             | Mejor posición |
| ---------------------------------------- | -------------- |
| Australia (ARIA)                         | 10             |
| Austria (Ö3 Austria Top 40)              | 7              |
| Bélgica (Flandes) (Ultratop 50)          | 17             |
| Bélgica (Valonia) (Ultratop 50)          | 35             |
| Brasil (Hot 100 Airplay)                 | 26             |
| Bulgaria (IFPI)                          | 1              |
| Canadá (Hot 100)                         | 4              |
| Corea del Sur (Gaon International Chart) | 3              |
| Croacia (Airplay Radio Chart)            | 1              |
| Dinamarca (Tracklisten)                  | 4              |
| Escocia (The Official Charts Company)    | 1              |
| Eslovaquia (Radio Top 100 Chart)         | 2              |
| España (Top 100 Canciones)               | 19             |
| Estados Unidos (Billboard Hot 100)       | 2              |
| Estados Unidos (Pop Songs)               | 1              |
| Estados Unidos (Adult Pop Songs)         | 1              |
| Estados Unidos (Adult Contemporary)      | 3              |
| Finlandia (OFC)                          | 12             |
| Francia (SNEP)                           | 15             |
| Hungría (Single Top 20)                  | 6              |
| Irlanda (IRMA)                           | 5              |
| Israel (Media Forest)                    | 1              |
| Italia (FIMI)                            | 14             |
| Japón (Japan Hot 100)                    | 88             |
| México (Billboard Inglés Airplay)        | 6              |
| Noruega (VG-lista)                       | 7              |
| Nueva Zelanda (Recorded Music NZ)        | 7              |
| Países Bajos (Dutch Top 40)              | 7              |
| Polonia (Polish Airplay Top 100)         | 1              |
| Portugal (Billboard Digital Songs)       | 10             |
| Reino Unido (UK Singles Chart)           | 1              |
| Reino Unido (UK R&B Chart)               | 1              |
| República Checa (Radio Top 100 Chart)    | 13             |
| Suecia (Sverigetopplistan)               | 16             |
| Suiza (Schweizer Hitparade)              | 5              |

| País           | Lista (2013)            | Posición |
| -------------- | ----------------------- | -------- |
| Canadá         | Canadian Hot 100        | 16       |
| Estados Unidos | Billboard Hot 100       | 6        |
| Nueva Zelanda  | RIANZ Charts            | 20       |
| Reino Unido    | Official Charts Company | 10       |

| País           | Organismo certificador | Certificación | Ventas  |
| -------------- | ---------------------- | ------------- | ------- |
| Alemania       | BVMI                   | Platino       | 300 000 |
| Australia      | ARIA                   | 2× Platino    | 140 000 |
| Canadá         | Music Canada           | 3× Platino    | 240 000 |
| Dinamarca      | IFPI Dinamarca         | 3× Platino    | 90 000  |
| Estados Unidos | RIAA                   | 2× Platino    | 3 000   |
| Italia         | FIMI                   | Platino       | 30 000  |
| México         | AMPROFON               | Platino       | 60 000  |
| Nueva Zelanda  | RIANZ                  | Platino       | 15 000  |
| Reino Unido    | BPI                    | Platino       | 600 000 |
| Suecia         | IFPI Suecia            | Platino       | 40 000  |
| Suiza          | IFPI Suiza             | Platino       | 30 000  |

### Sucesión en listas
| Anterior: «One Way or Another (Teenage Kicks)» de One Direction | UK Singles Chart — Sencillo Nro 1 3 de marzo de 2013 — 23 de marzo de 2013    | Siguiente: «What About Us» de The Saturdays con Sean Paul            |
| Anterior: «Just Give Me a Reason» de Pink con Nate Ruess        | Billboard Pop Songs — Sencillo Nro 1 1 de junio de 2013 — 21 de junio de 2013 | Siguiente: «Can't Hold Us» de Macklemore & Ryan Lewis con Ray Dalton |